# Hasan Karacadağ
Hasan Karacadağ (* 20. Oktober 1976 in Şanlıurfa) ist ein türkischer Regisseur.

## Leben und Karriere
Karacadağ wurde am 20. Oktober 1976 in der Provinz Şanlıurfa geboren. 1998 absolvierte er die Nippon Eizo-Juku Filmregie-Abteilung in Japan.
Sein erster Spielfilm, Hummadruz, wurde auf dem Internationalen Filmfestival Istanbul gezeigt. 2006 schrieb und inszenierte er Dabbe – Die Teuflischen. Neben der "Dabbe"-Reihe drehte Karacadağ die Filme Semum und El-Cin. Sein letzter Film, Magi, wurde 2016 veröffentlicht.
Nach dem Putschversuch in der Türkei 2016 gehörte Karacadağ zu den über 3.000 Personen, gegen die aufgrund von Twitter-Beiträgen Haftbefehle erlassen wurden. Unter dem Pseudonym "Can Batuta" hatte er auf mögliche chemische Angriffe auf türkische Soldaten in Syrien hingewiesen. Berichten zufolge floh er aus der Türkei und soll sich in Japan aufhalten.

## Filmografie
- 1999: Hummadruz
- 2006: Dabbe – Die Teuflischen
- 2008: Semum
- 2009: Dabbe 2
- 2013: Dabbe: Cin Çarpması
- 2013: El-Jinn
- 2014: Dabbe: Zehr-i Cin
- 2015: Dabbe 6
- 2016: Magi